# Iwataki
Pour les articles homonymes, voir Iwataki (homonymie).
Iwataki (岩滝町, Iwataki-chō) est un ancien bourg de la préfecture de Kyoto, ayant existé jusqu'au 28 février 2006, date de sa fusion avec les bourgs de Kaya et de Nodagawa pour former le bourg de Yosano. Il faisait partie du district de Yosa.

## Toponymie
Le nom d'Iwataki est ancien, et est mentionné pour la première fois dans le « Tango no kuni odan kachō » (丹後国御檀家帳), un registre des temples bouddhistes rédigé à la fin du Moyen Âge. Il est mentionné en tant que l'une des possessions du clan Kamata.

## Géographie

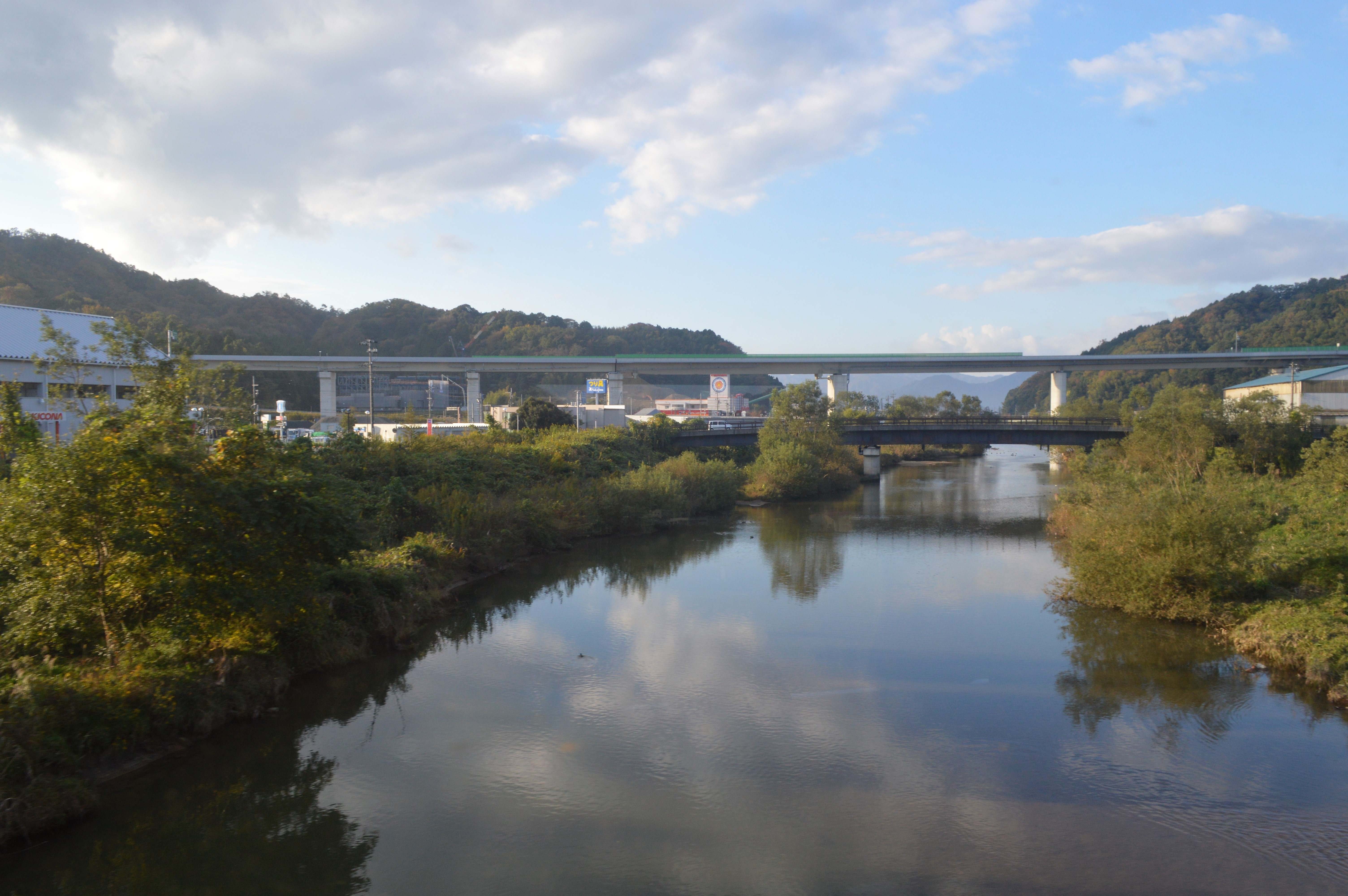
Le fleuve Noda dans le secteur de Yumiki.

Iwataki se trouve au centre du district de Yosa, dans le nord-ouest de la préfecture de Kyoto,. Il constitue la partie nord-est de l'actuel bourg de Yosano,,. Il est bordé à l'est par la mer d'Asō (阿蘇海), au-delà de laquelle se trouve le tombolo d'Amanohashidate, dans l'actuelle ville de Miyazu, puis la baie de Miyazu (en),,,. À l'ouest, Iwataki est délimité par une chaîne de petites montagnes de granit autour des 200 aux 300 mètres d'altitude,,. Ces montagnes marquent aussi la frontière avec le bourg d'Ōmiya dans le district de Naka, au-delà de laquelle se trouve la vallée de Mie (三重谷), et plusieurs routes passaient par ces montagnes depuis Iwataki pour relier Miyazu à la péninsule de Tango,. La municipalité a une forme longue et étroite du nord au sud. Le fleuve Noda (ja) (野田川) marque sa limite sud avec Miyazu et Iwataki se trouve à son embouchure,. Le Noda coule après vers le sud jusque dans la vallée de Kaya (ja) (加悦谷). La partie urbaine et côtière d'Iwataki se concentre dans le delta du Noda et de l'Otokoyama (男山川),. Dans l'ouest du bourg, se trouve le col d'Ōuchi (大内峠), du haut duquel on peut observer Amanohashidate.
En 1981, la municipalité occupait une superficie de 11,89 kilomètres carrés. À la fusion de 2006, il couvrait 12,09 kilomètres carrés. Il se compose des trois secteurs d'Iwataki (岩滝), de Yumiki (弓木) et d'Otokoyama (男山).

### Villes limitrophes

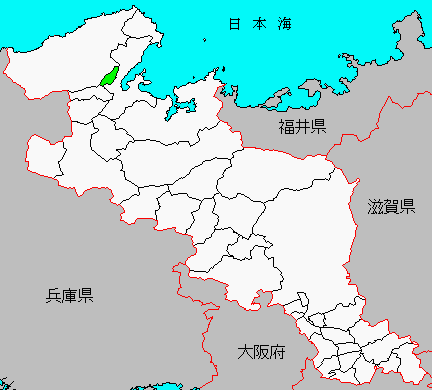
Localisation d'Iwataki dans la préfecture de Kyoto (tracés territoriaux du 1 avril 2005).

Entités territoriales limitrophes à la date de la fusion du 28 février 2006. Durant l'époque d'Edo (1603-1868), Iwataki est bordé à l'ouest par le village de Morimoto (森本村), du district de Naka (ja), au sud par le village de Yuminoki (弓木村), au nord par le village d'Otokoyama (男山村), et à l'ouest par la mer d'Asō. Au 1er avril 1889, Iwataki est entouré à partir de l'ouest des villages de Mie (ja) (三重村) et d'Ikaga (ja) (五十河村), tous deux du district de Naka, puis par le village de Seya (ja) (世屋村) du district de Yosa, par un quadripoint, suivi du village de Fuchū (ja) (府中村) du district de Yosa, de la mer d'Asō, et des villages de Yoshizu (ja) (吉津村), Ishikawa (ja) (石川村) et Yamada (ja) (山田村), tous du même district de Yosa. Le 1er avril 1951, Mie fusionne avec cinq autres villages pour créer le bourg d'Ōmiya (ja) (大宮町), qui devient voisin d'Iwataki. Le 1er juin 1954, Seya, Fuchū, Yoshizu et quatre autres villages sont fusionnés au bourg de Miyazu pour créer la ville de Miyazu (宮津市). Le 1er mars 1955, Ishikawa, Yamada et trois autres villages sont fusionnés pour créer le bourg de Nodagawa (野田川町). Le 1er juillet 1956, Ikaga est intégré dans Ōmiya. Le 1er avril 2004, Ōmiya et cinq autres municipalités sont fusionnées pour créer la ville de Kyōtango (京丹後市).

## Histoire
Dans les années 1520 à 1530, le secteur, incluant Fuchū, Itanami (板列), Iwataki et Kamiyamada, dans l'actuel Nodagawa, était contrôlé par le clan Kamata (蒲田氏), vassal du shugodai de la province de Tango, le clan Nobunaga (延永氏), lui-même vassal du clan Isshiki. La base des opérations du clan Kamata se trouvait à Iwataki. Dans le registre foncier des villages durant l'ère Keichō (1596-1615), Iwataki est soumis à une taxe foncière de près de 654 kokus, qui se voit augmentée en 1681 à plus de 1 161 kokus. Iwataki prospère par la production de Tango chirimen, ainsi qu'en étant un centre de perception de taxes pour le domaine de Mineyama et les terres du Shogunat Tokugawa. À la fin de l'époque d'Edo (1603-1868), les grossistes de soie et de tissus prennent de l'importance, face aux commerçants venus de Kyoto, et saisissent les usines de textiles avec les grossistes portuaires. Le Mouvement pour la liberté et les droits du peuple connaît un essor à Iwataki.
Le 1er avril 1889, Iwataki absorbe les villages voisins de Yuminoki (弓木村) et d'Otokoyama (男山村). Iwataki est élevé au rang de bourg le 1er avril 1921,,. Le 7 mars 1927, un important séisme touche la région du Tango, et 60% des 700 habitations d'Iwataki sont endommagées ou détruites. Le 1er juin 1954, les villages voisins de Seya, Yoshizu, Fuchū et ceux de Kunda (ja) (栗田村), Hioki (ja) (日置村), Yōrō (ja) (養老村) et Higatani (ja) (日ケ谷村) sont fusionnés à Miyazu, qui devient alors une ville. Iwataki a aussi participé aux discussions de fusions, mais a refusé de joindre, citant sa capacité à rester financièrement indépendant. Iwataki avait cependant envisagé fusionner avec Yoshizu et Fuchū pour créer le nouveau bourg de « Hashidate » (橋立町), mais le projet ne s'est pas concrétisé. Une fusion avait aussi été proposée avec le village voisin d'Ikaga.
Le 11 juin 2001, un conseil de fusion municipale est créé pour les dix bourgs de la région du Tango, incluant Iwataki. Le 27 juillet, un sous-conseil regroupant les bourgs de Nodagawa, Kaya, Iwataki et Ine et la ville de Miyazu est créé, dans l'éventualité d'une fusion des cinq municipalités. Après plusieurs rencontres entre les conseils municipaux, un conseil officiel pour la fusion est créé le 1er octobre 2002. Le 1er décembre 2003, le nom pour la municipalité est choisi. Cependant, le 29 juillet 2004, les discussions sont arrêtées après le refus de Nodagawa de participer aux rencontres et après l'incapacité à s'entendre sur l'emplacement de la future mairie. Entre temps, des nouvelles discussions sont lancées. À Iwataki, un sondage en novembre, montre que la majorité des résidents veulent fusionner avec Nodagawa et Kaya. Après que Kaya et Nodagawa tiennent aussi des sondages aux résultats similaires, un conseil de fusion officiel est créé le 1er février 2005. Le 23 mars, l'entente officielle pour la fusion est signée par les trois bourgs. Le 28 février 2006, Iwataki et les bourgs de Kaya (加悦町) et de Nodagawa (野田川町), tous du même district de Yosa, fusionnent pour créer le bourg de Yosano (与謝野町),,,,.

## Démographie
En 2005, on dénombrait 6 539 habitants à Iwataki. En 2003, ils étaient au nombre de 6 700.

## Éducation
On y trouve un collège public, le collège municipal associé Hashidate de Yosano et de Miyazu (ja) (与謝野町宮津市中学校組合立橋立中学校). L'école a été ouverte en 1947, tandis que le conseil d'éducation municipal a été recréé en 1952,. On y trouve aussi une école primaire, celle d'Iwataki.

## Culture et patrimoine
On peut y observer les ruines de la capitale du Tango (丹後国府), dans le secteur d'Otokoyama. On y trouve aussi le petit sanctuaire shinto Itanami Hachiman-jinja (板列八幡神社), où deux statues de déesse en bois sont enregistrées comme biens culturels importants nationaux,. Le parc Ichijikan du col d'Ōuchi (大内峠一字観公園) est connu comme un lieu de randonnée prisée pour ses vues d'Amanohashidate,. Le littoral d'Iwataki fait aussi partie du parc quasi national de Tango-Amanohashidate-Ōeyama (en). Depuis 1991, on trouve une source chaude à Iwataki. En 1998, des fouilles archéologiques ont aussi mises au jour le kofun d'Ōfurominami (大風呂南墳墓群).
Parmi d'autres lieux, on peut trouver le kofun de Hōōji (ja) et le kofun d'Iwataki Maruyama (ja).

Lieux d'intérêts à Iwataki
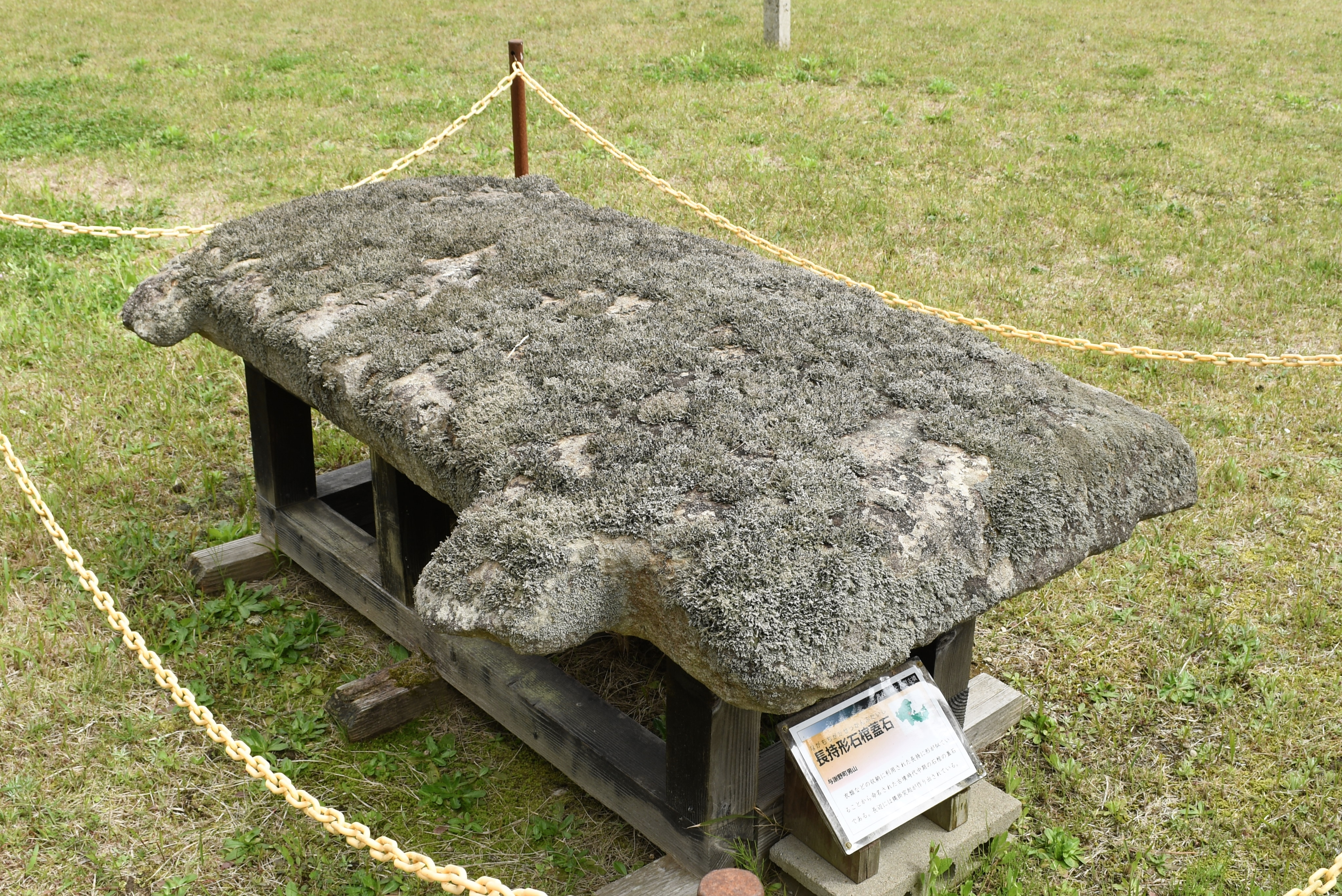
Pièce archéologique provenant du kofun de Hōōji.

## Économie
Le bourg est connu pour son secteur textile, notamment pour le tissu de crêpe « chirimen », originaire de la vallée de Kaya. Le bourg se spécialise notamment dans la confection de furoshiki et de cols de kimonos, notamment de type « han'eri » (半衿),,. Plus récemment, le bourg s'est tourné vers la métallurgie, produisant notamment l'acier inoxydable et les poignées de batons de golf. L'agriculture reste l'activité économique principale d'Iwataki.

## Transports

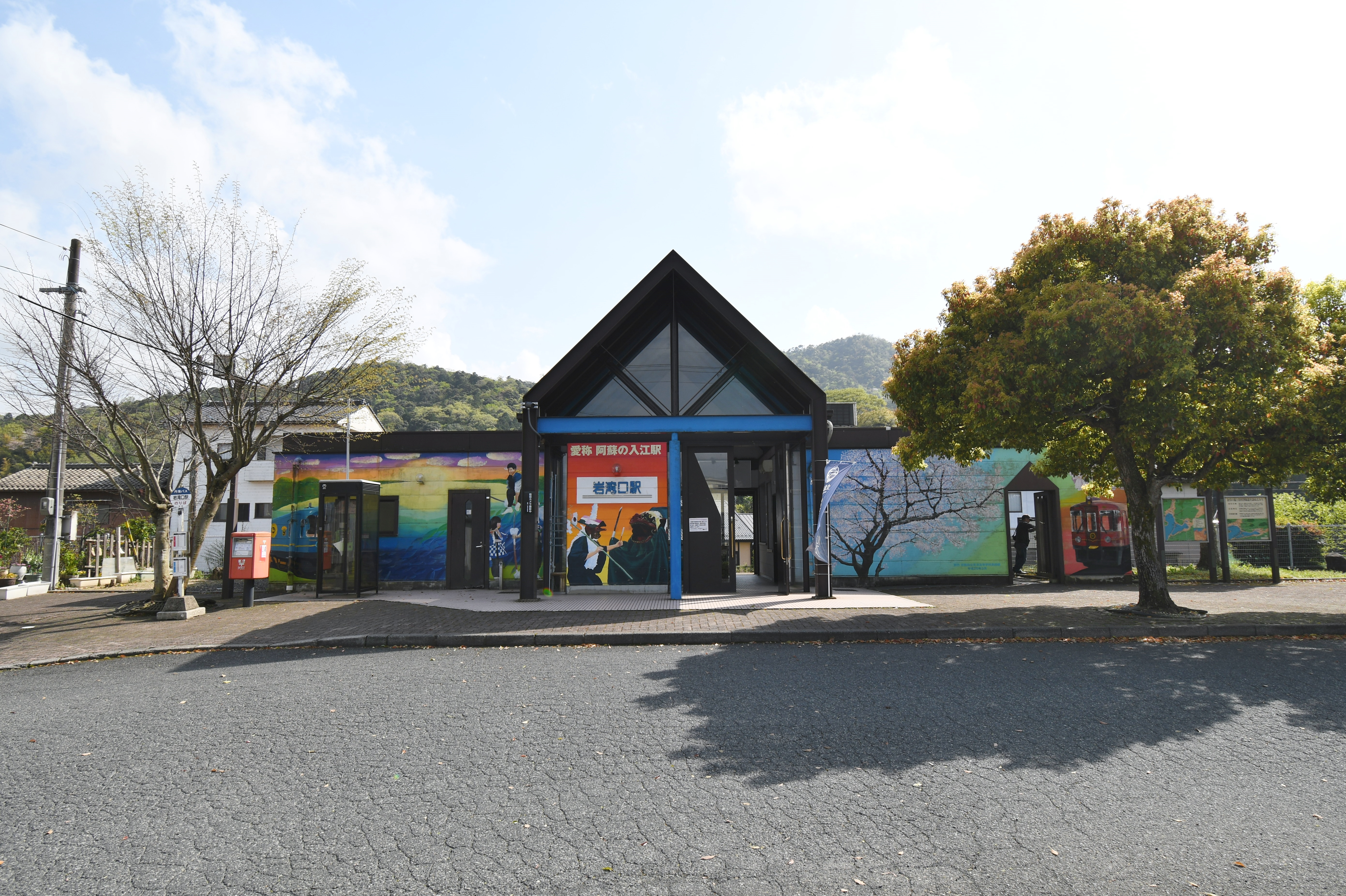
La gare d'Iwatakiguchi en 2023.

La ligne Miyazu (section Miyatoyo) opérée par Kitakinki Tango Railway traverse le sud du bourg. On n'y trouve cependant pas de gare ferroviaire, mais la gare d'Iwatakiguchi se trouve tout près, dans la ville voisine de Miyazu.
Le 14 octobre 1942, une ligne auxiliaire sur la ligne Kaya Tetsudō (ja), exploitée par la compagnie ferroviaire du même nom, est ouverte de la gare de Tango-Yamada à Yamada jusqu'à la gare de Kōjō (工場駅), à l'usine de nickel de Nihon Yakin Kogyo. Il s'agit d'une ligne exclusivement pour les marchandises. Fermée en 1945, elle rouvre en 1951, avant de fermer définitivement le 1er février 1984. 
Iwataki est aussi traversé par la route nationale 178 (ja).

## Symboles
Le symbole local est adopté le 16 mars 1970 et représente le kanji « Iwa » (岩) de façon stylisée. Le symbole avait précédemment utilisé en 1925, lorsque le bateau à vapeur reliant Miyazu, Iwataki et Monju (文珠) est racheté par Iwataki. L'arbre local est l'érable depuis le 11 août 1972, dû aux feuilles des érables du col d'Ōuchi, tandis que la fleur locale est l'hydrangée depuis le 2 septembre 1991, votée par les habitants d'Iwataki.

## Personnalités liées
- Yoshio Itoi (ja) (糸井 嘉男, Itoi Yoshio?, 1981-), joueur de baseball, y est né[20].
- Tetsuya Ushio (ja) (潮 哲也, Ushio Tetsuya?, 1949-), acteur, y est né[21],[N 4].